# 胡法光家族

## 家族簡介
胡法光家族，祖籍江蘇省無錫市，為香港電梯大王世家。他是菱電集團創辦人之一。

## 家族成員
- 胡和梅
  - 胡爾平（壹修）
    - 胡彬夏
    - 胡敦復
    - 胡明復
    - 胡剛復

  - 胡爾霖（雨人）
    - 胡憲生 == 華心耕
      - 胡旭光 == 楊錦鐘
      - 胡仲光 == 楊珮君
      - 胡法光 == 楊世薔
        - 胡亮明
        - 胡曉明：香港城市大學校董會主席（2012年10月1日起至2014年年底）香港菱電發展有限公司主席，上海市政協常委

      - 胡同光
      - 胡政光
      - 胡月

## 相關連結
- 胡法光 邂逅定終身留港創基業 （页面存档备份，存于）-摘自文匯報